# Vertebrados terrestres del cerro Santa Ana

Localización geográfica del Estado Falcón - Venezuela.

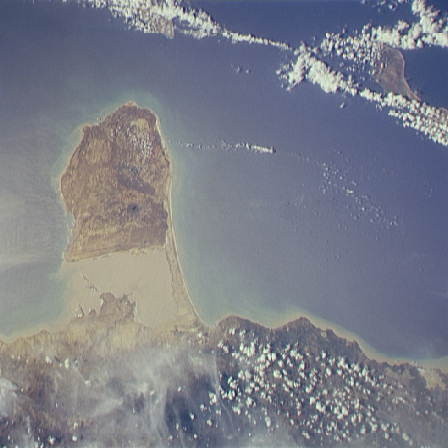
Vista satelital donde se puede apreciar el territorio del Estado Falcón - Venezuela.

En el Cerro Santa Ana al igual que ocurre con otros monumentos nacionales, parques nacionales y áreas bajo régimen especial de Venezuela poco es lo que se conoce sobre su fauna y flora. Para la zona de la Península Paraguaná y del Cerro Santa Ana los antecedentes se restringen a unos poco trabajos asociados todos a vertebrados, el primero de ellos relacionados por aves y efectuado por la Colección Phelps hacia el año de 1938, un segundo trabajo pero en relación con los mamíferos se realiza hacia los años de 1964-1965 fue llevado por Instituto Smithsoniano Finalmente y más reciente antecedente se realiza en colectas realizadas entre 1983 – 1988 llevados a cabo por Francisco Bisbal del Servicio Autónomo PROFAUNA del Ministerio del Ambiente y de los Recursos Naturales de Venezuela en la que se reportaron las faunas de mamíferos, aves, reptiles y anfibios del Cerro Santa Ana.

## Datos geográficos y climáticos
El cerro Santa Ana se localiza en el centro de la península de Paraguaná, jurisdicción de los municipios Falcón y Carirubana del estado Falcón a un kilómetro al noreste de la población de Santa Ana. La serranía está conformada por tres picos: el oriental conocido con el nombre de Picacho de Buena Vista, que es el más bajo; viene luego el Picacho del Medio o Santa Ana el más alto (830 m s. n. m.) y finalmente picacho Moruy. El área de la Serranía de Santa Ana fue declarada monumento natural el 14 de junio de 1972, mediante el decreto N° 1005. Cuenta con una superficie de 1900 ha y una altura máxima de 830 m s. n. m.
La Serranía de Santa Ana posee una precipitación media anual de 457,5 mm y una temperatura media anual de 27 °C; ocurren dos estaciones climáticas bien definidas: una de lluvias, que se inicia a principios de septiembre finalizando en enero y una de sequía, que comprende desde febrero hasta agosto. 
Una de las características más sobresalientes del monumento es la distribución de los pisos bióticos. Según Francisco Tamayo están presentes los siguientes pisos: 
a) Xerofítico: con bosque de espinar, ubicado al piedemonte del cerro, predominan las especies caducifolias. 
b) Tropofítico con bosque caduco montano, vegetación constituida por árboles más altos y de mayor densidad que en el piso xerofítico. 
c) Hidrofítico mesotérmico, con selva nublada, vegetación exuberante, con árboles de 10 a 15 m de altura; el suelo es pantanoso y está cubierto con una gruesa capa de ditritus y humus. 
d) Piso de matorral antillano, con árboles pequeños con características de arbustos. 
e) Piso de vegetación enana seudoparamera, con plantas leñosas y enanas. Los pisos bióticos ocupan más o menos franjas de la siguiente magnitud; 300 m zona xerofítica, 250 m bosque caduco montano, 150 m selva nublada, 100 m matorral antillano y 50 m vegetación seudoparamera.

## Estadísticas de losvertebradosterrestres delCerro Santa Ana

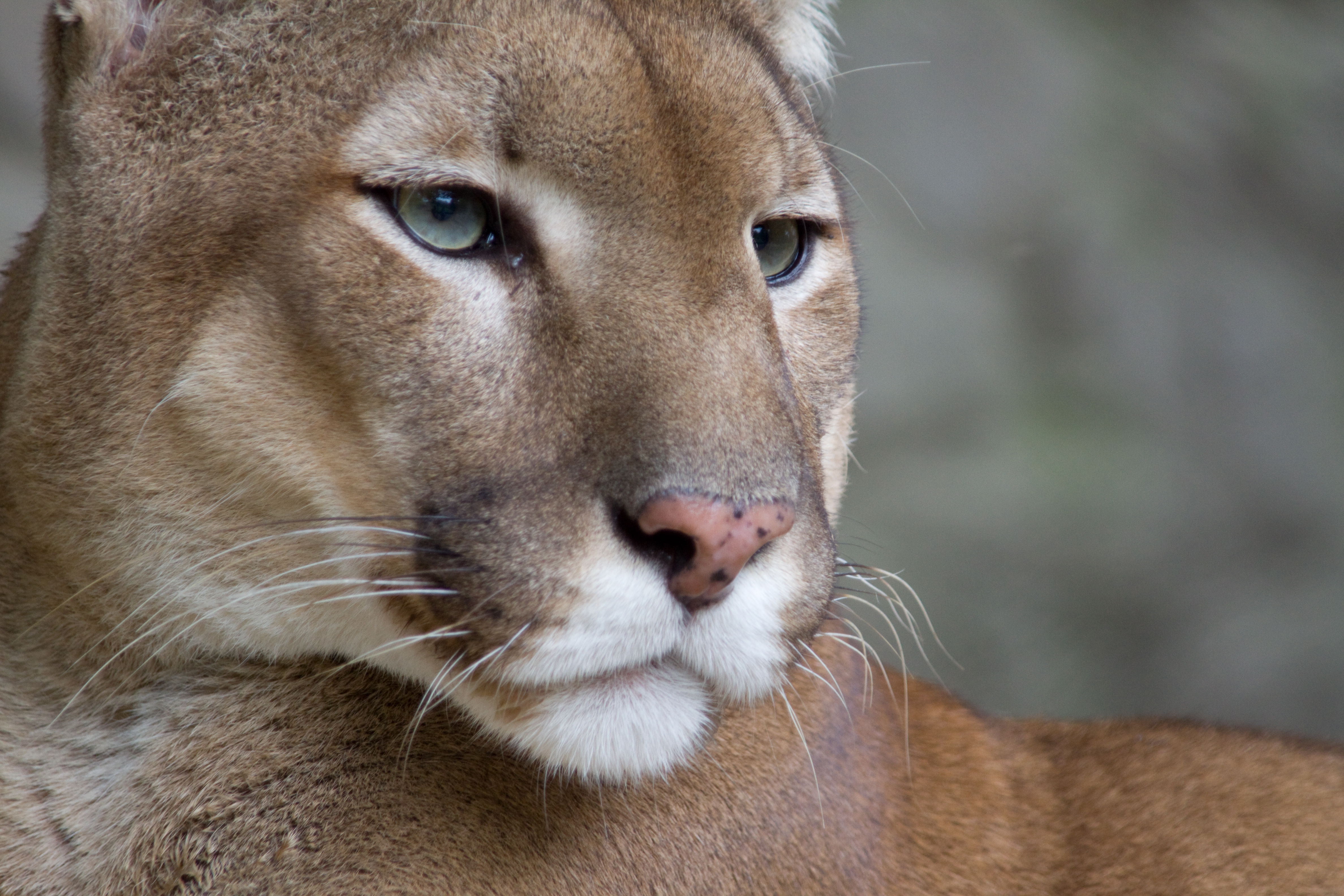
Puma concolor.

La fauna de vertebrados terrestres conocida para el Cerro Santa Ana está representada por 23 órdenes , 55 familias, 99 géneros y 110 especies de este total de especies 25 (22,72%) corresponden a ejemplares de las clases Mammalia, 66 (60,00%) corresponden a la clase Aves, siendo clase que presenta mayor diversidad, 15 (13,63%) corresponden a la clase Reptilia y finalmente 4 (3,62%) corresponden a la clase Amphibia la cual es la que menor diversidad presenta.
| Clase    | Nº de Orden | Nº de Familias | Nº de Géneros | Nº de Especies |
| Mammalia | 7           | 14             | 22            | 25             |
| Aves     | 12          | 31             | 62            | 66             |
| Reptilia | 3           | 1              | 12            | 15             |
| Amphibia | 1           | 2              | 3             | 4              |
| Total    | 23          | 55             | 99            | 110            |

## ClaseMammalia
- ORDEN DIDELPHIOMORPHA Hill, 1872
- FAMILIA DIDELPHIDAE Gray, 1821

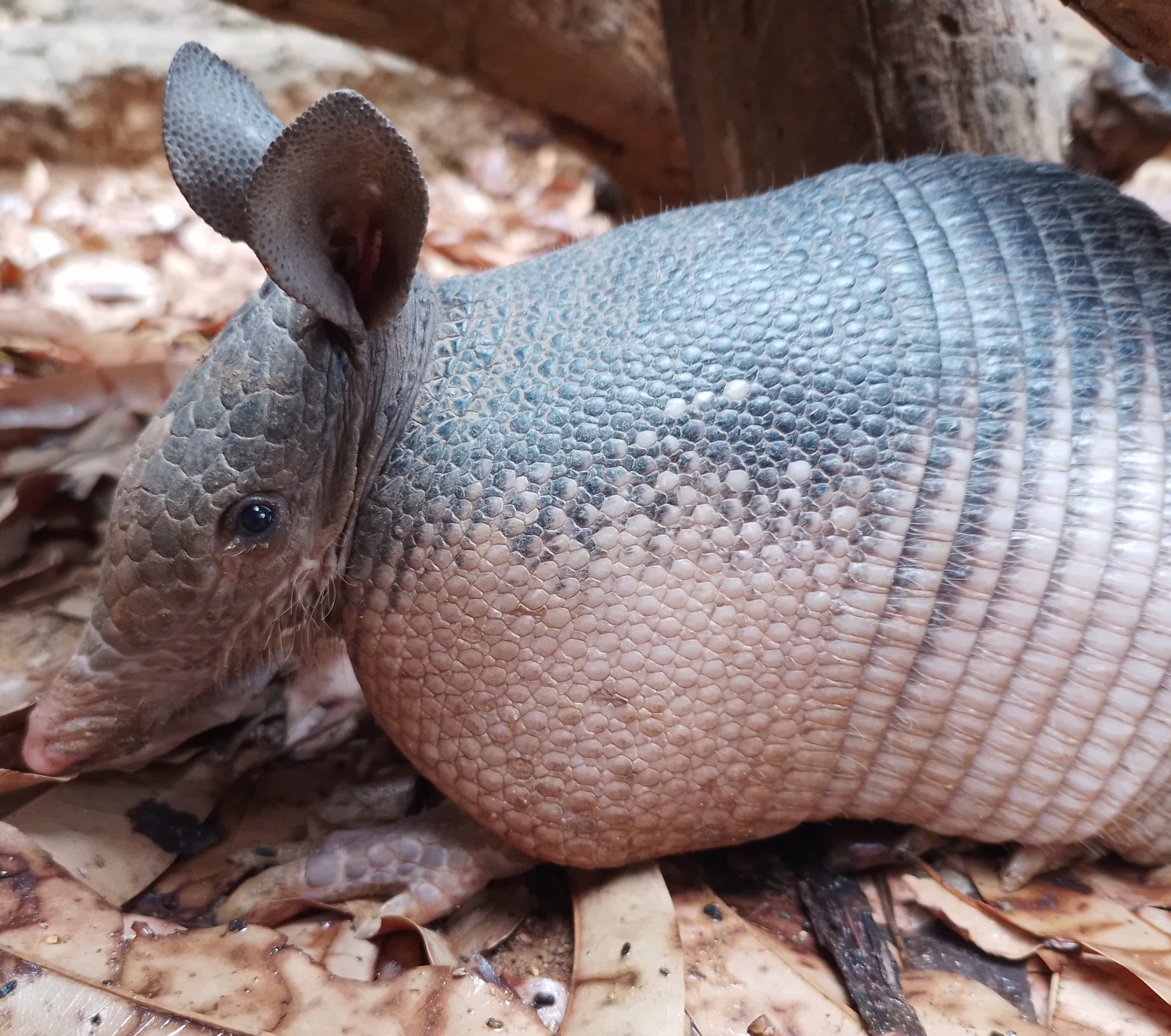
Dasypus novemcinctus (Cachicamo montañero).

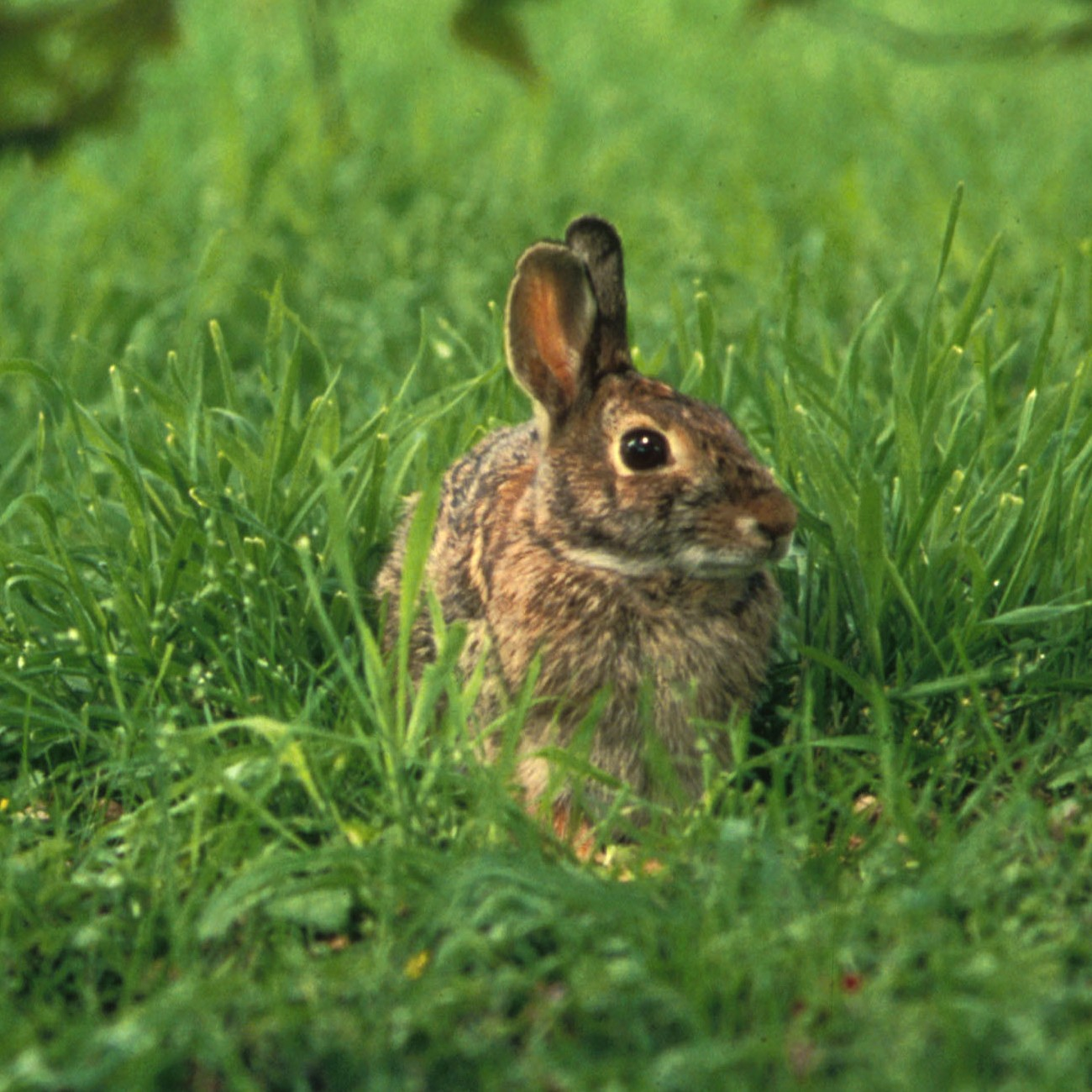
Sylvilagus floridanus (Conejo sabanero).

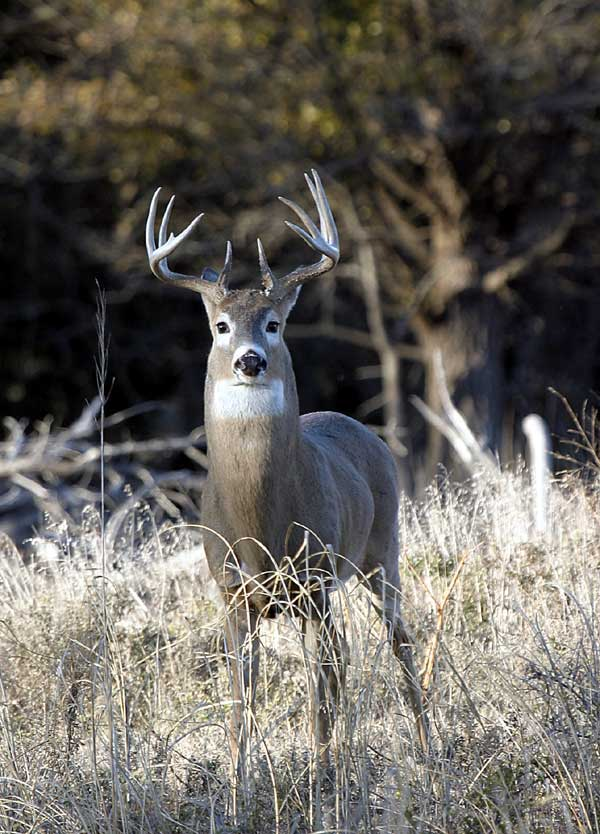
Odocoileus virginianus (Venado caramerudo).

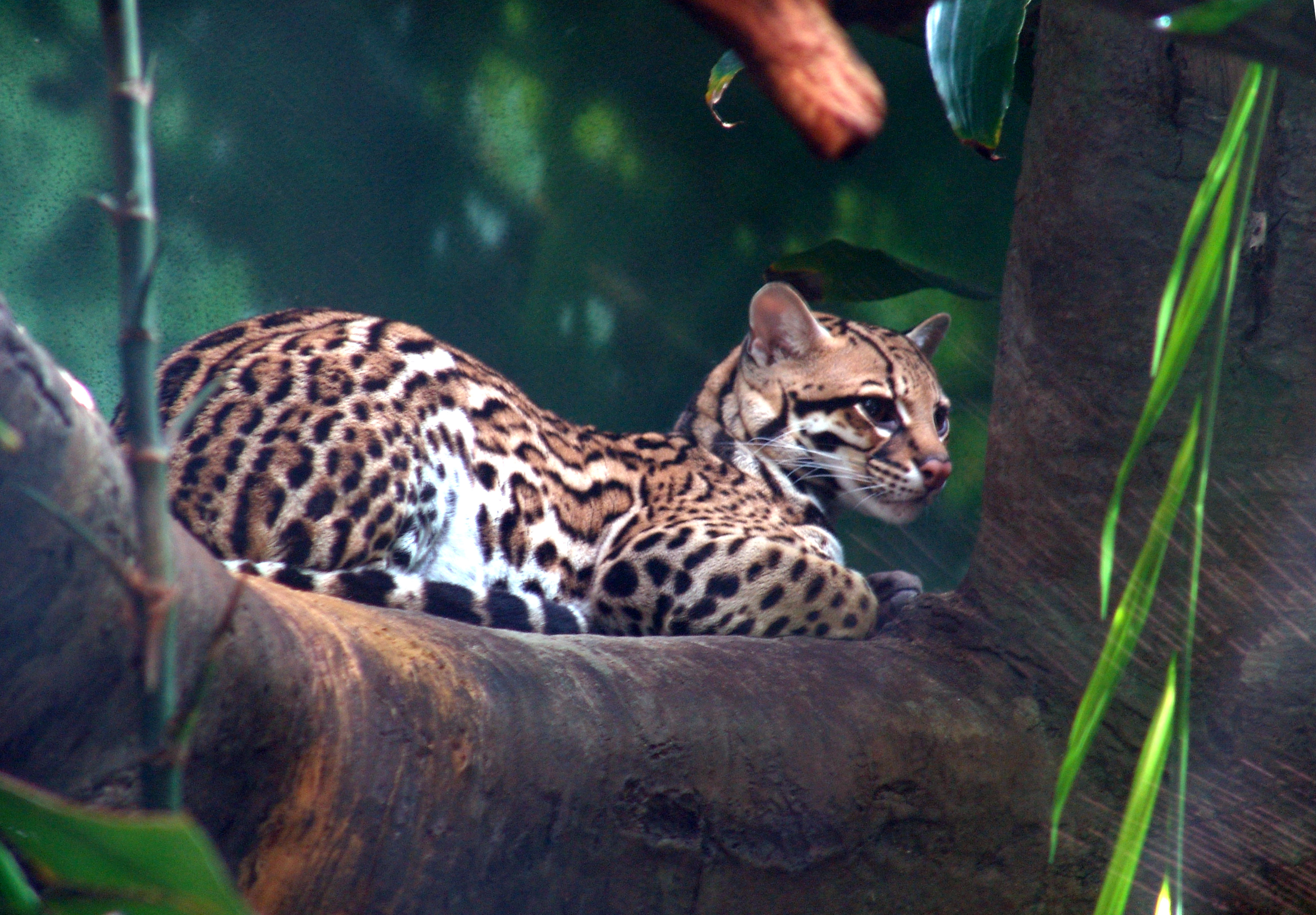
Felis pardalis (Tigre manigordo - ocelote).

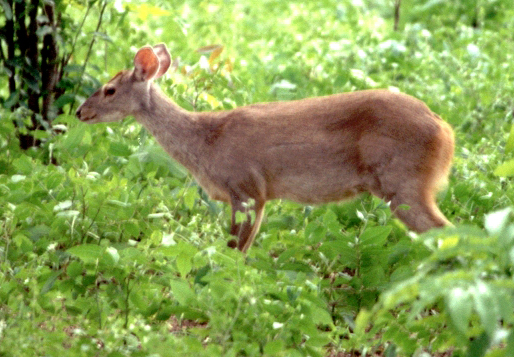
Mazama gouazoubira (Venado cariaquito).

- Marmosa robinsoni Bangs, 1898 (Marmosa común,[6] Comadreja[7])
- Marmosa xerophila Handley & Gordon, 1979 (Marmosa de los desiertos[8])

- ORDEN CHIROPTERA Blumenbach, 1779
- FAMILIA MORMOOPIDAE Sausure, 1860
- Pteronotus davyi Gray, 1838 (Murciélago de espalda desnuda[9])
- Pteronotus parnellii (Gray, 1943) (Murciélago bigotudo[10])
- Mormoops megalophylla (Peters, 1864) (Murciélago fantasma[11])

- FAMILIA PHYLLOSTOMIDAE Gray, 1825
- Glossophaga longirostris Miller, 1898 (Murciélago longirostro de los desiertos[12])
- Leptonycteris curasoae Miller, 1900 (Murciélago longirostro mayor[13])

- FAMILIA NATALIDAE Gray, 1866
- Natalus tumidirostris Miller, 1900

- FAMILIA MOLOSSIDAE Gervais, 1856
- Molossus molossus (Pallas, 1766) (Murciélago casero[14])

- ORDEN XENARTHRA Cope, 1889
- FAMILIA DASYPODIDAE Gray, 1821
- Dasypus novemcinctus Linnaeus, 1758 (Cachicamo montañero[15][16])

- ORDEN LAGOMORPHA Brandt, 1855
- FAMILIA LEPORIDAE Fischer, 1817
- Sylvilagus floridanus (Allen, 1890) (Conejo sabanero[17])

- ORDEN RODENTIA Bowdich, 1821
- FAMILIA HETEROMYIDAE Gray, 1868
- Heteromys anomalus (Thompson, 1815) (Rata mochilera[18])

- FAMILIA MURIDAE Illiger 1815
- Rhipidomys venezuelae Thomas, 1896
- Calomys humnelincki (Hudson. 1860)
- Rattus rattus (Linnaeus, 1758) (Rata negra[19])
- Mus musculus Linnaeus, 1758 (Ratón doméstico[20])

- FAMILIA ECHIMYDAE Gray, 1825
- Proechimys guairae Thomas, 1901

- ORDEN CARNIVORA Bowdich, 1821
- FAMILIA CANIDAE Fischer, 1817
- Cerdocyon thous (Linnaeus, 1866 (Zorro común[21])

- FAMILIA FELIDAE Fischer, 1817
- Leopardus pardalis Linnaeus, 1758 (Tigre manigordo[20])
- Herpailurus yaguarondi Geoffreoy, 1803 (Onza[20])
- Panthera onca Linnaeus, 1758 (Yaguar[22])
- Puma concolor (Linnaeus, 1771) (Puma[23])

- FAMILIA MEPHITIDAE Fischer, 1817
- Conepatus semistriatus (Boddaert, 1784) (Mapurite[21])

- ORDEN ARTIODACTYLA Owen, 1848
- FAMILIA CERVIDAE Goldfuss, 1820
- Mazama gouazoubira (Fisher, 1814) (Venado cariaquito[19])
- Odocoileus virginianus (Zimmermann, 1870) (Venado caramerudo[24])

## ClaseAves
- ORDEN ANSERIFORMES (Wagler, 1830)
- FAMILIA ANATIDAE Leach 1820

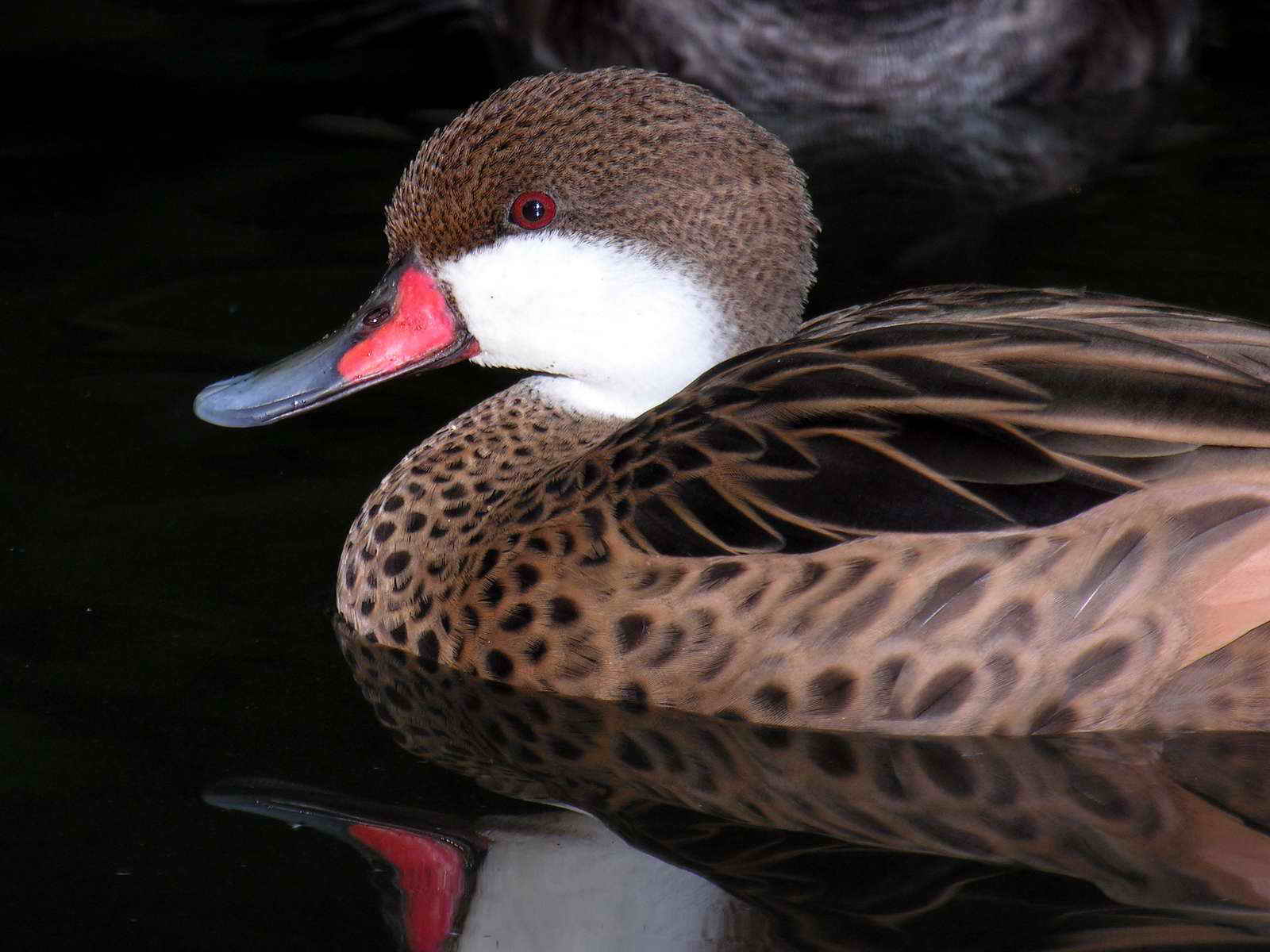
Anas bahamensis (Pato malibu).

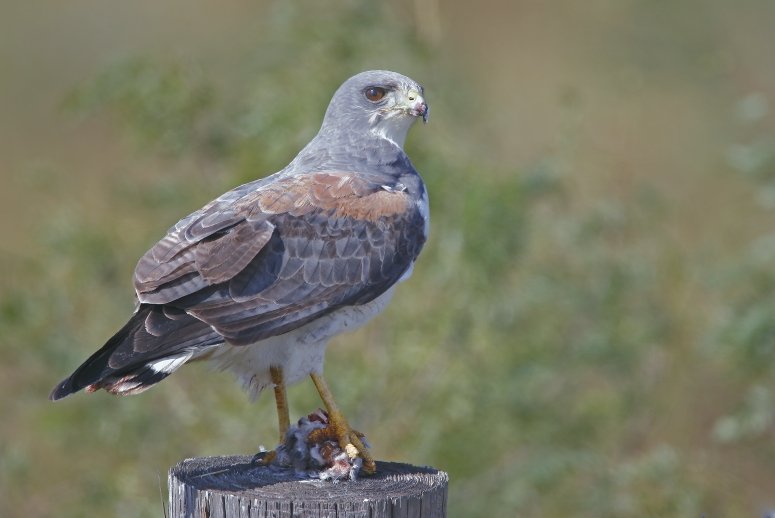
Buteo albicaudatus (Gavilán tejé).

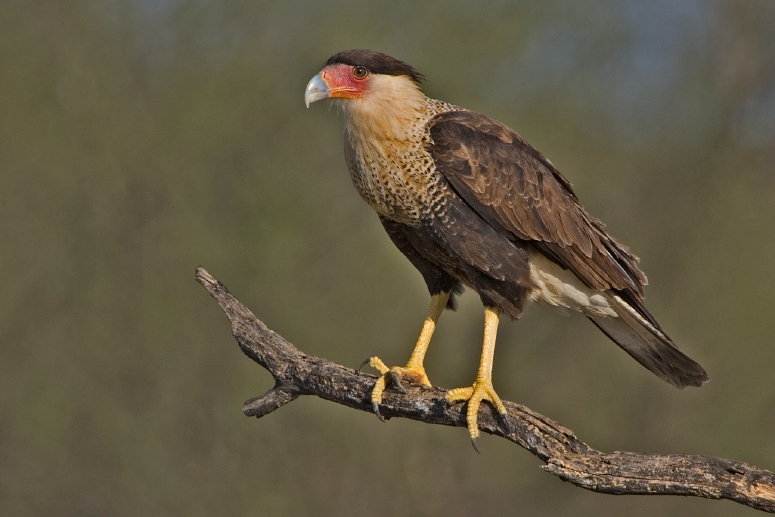
Polyborus plancus (Caricare).

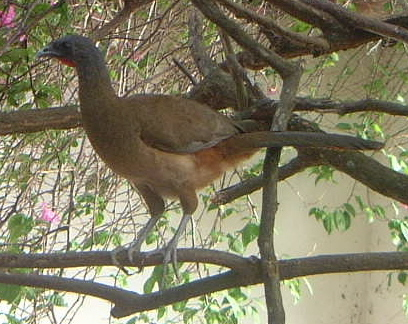
Ortalis ruficauda (Guacharaca del Norte).

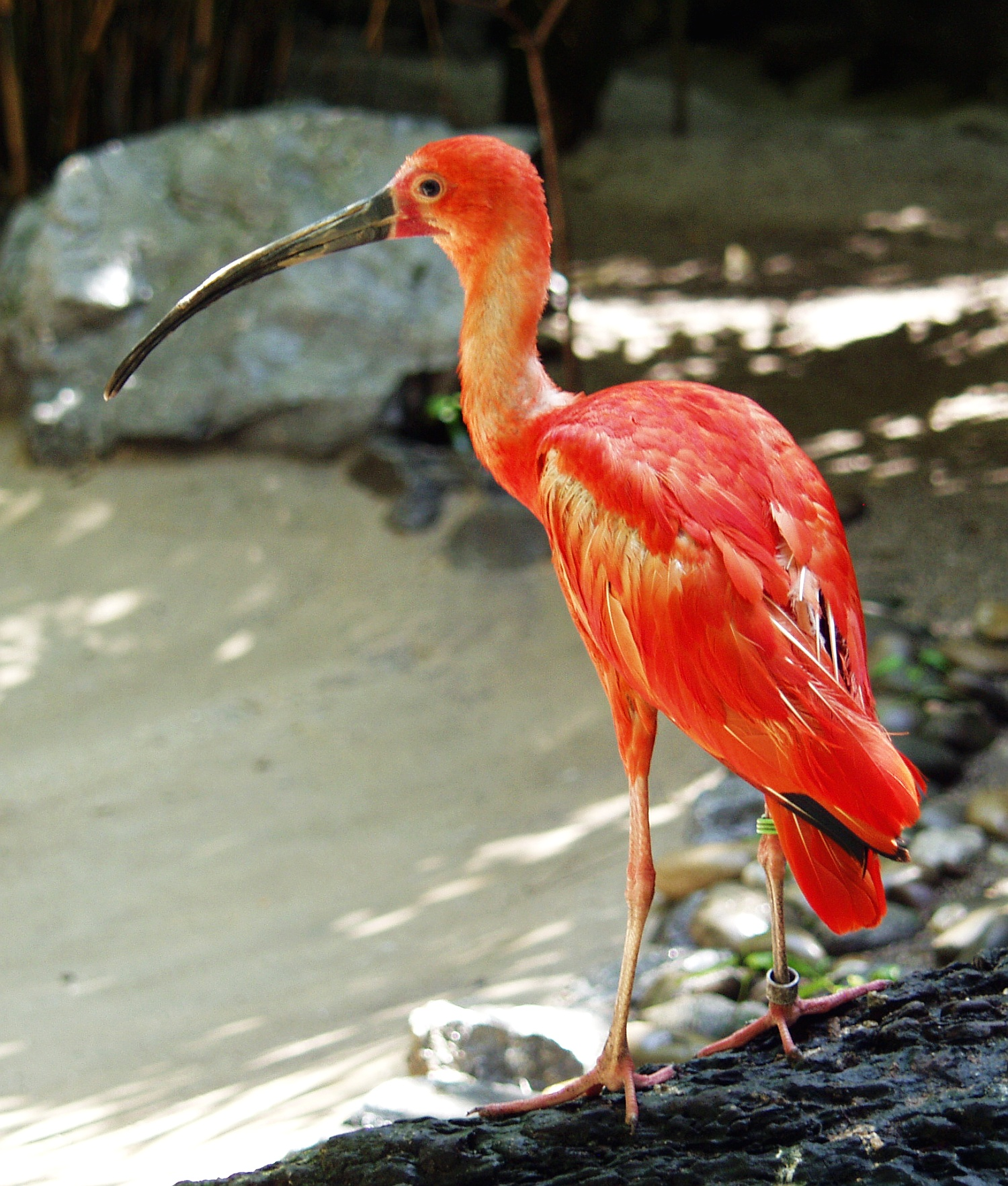
Eudocimus ruber (Corocoro rojo).

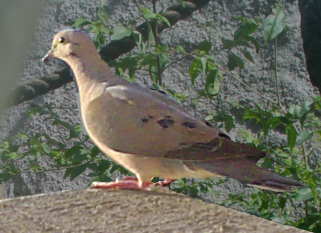
Zenaida auriculata (Paloma sabanera).

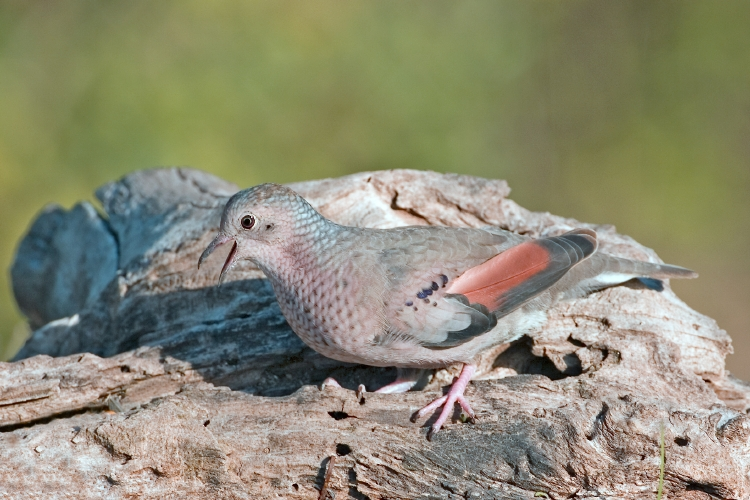
Columbina passerina (Tortolita grisácea).

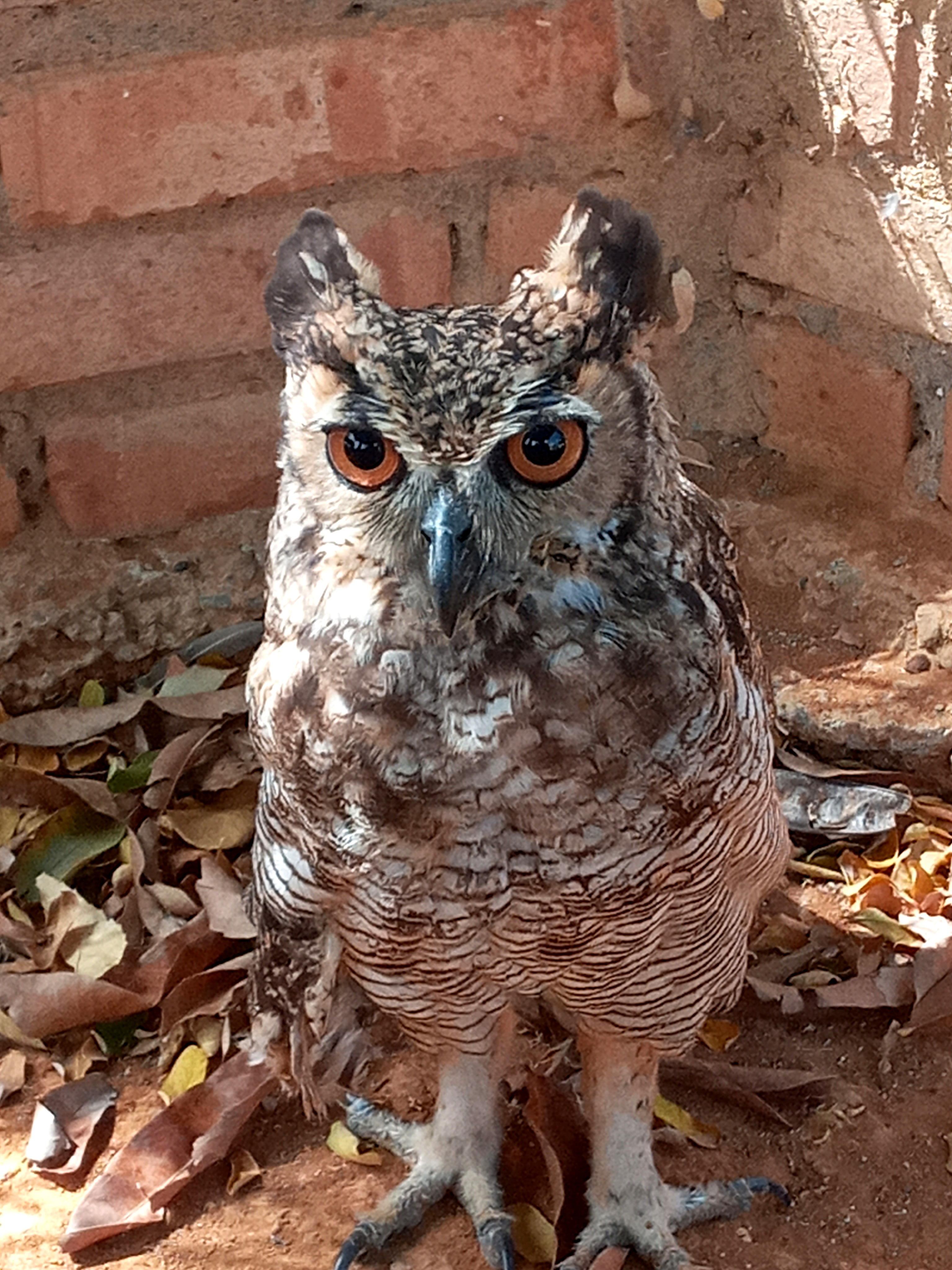
Bubo virginianus (Titirijí / Lechuzón orejudo).

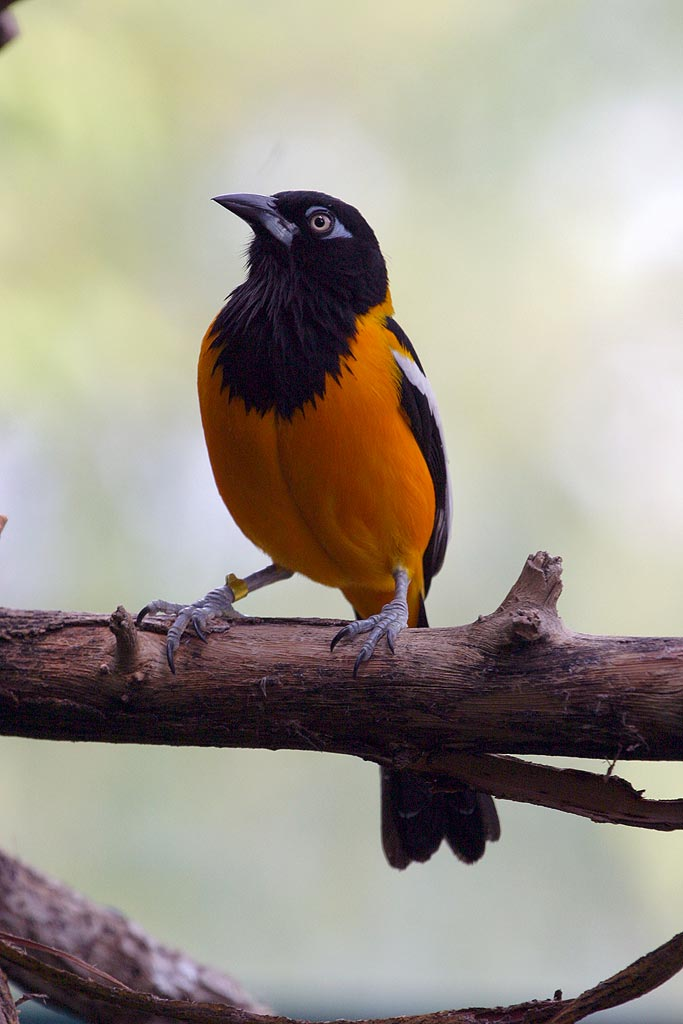
Icterus icterus (Turpíal).

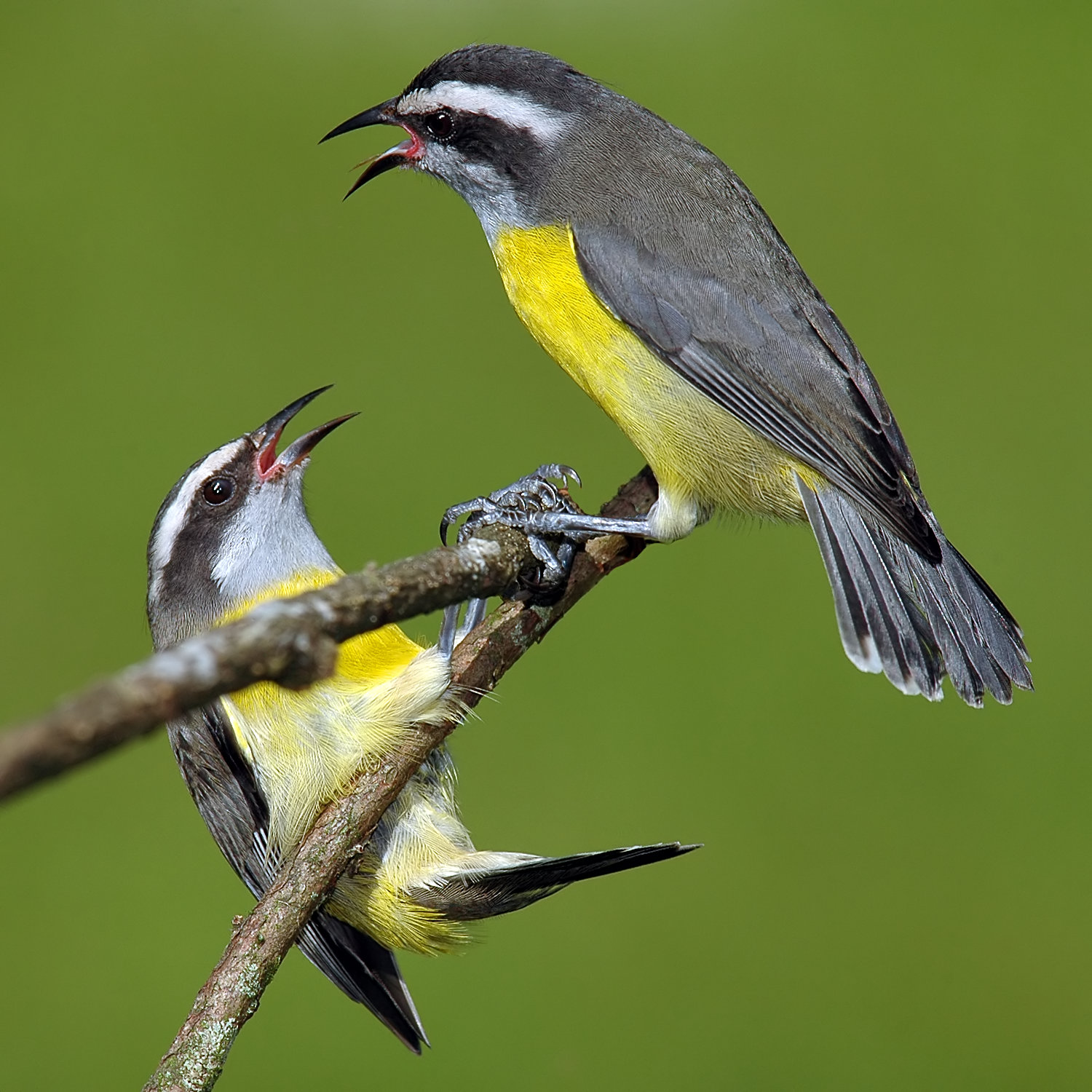
Coereba flaveola (Reinita común).

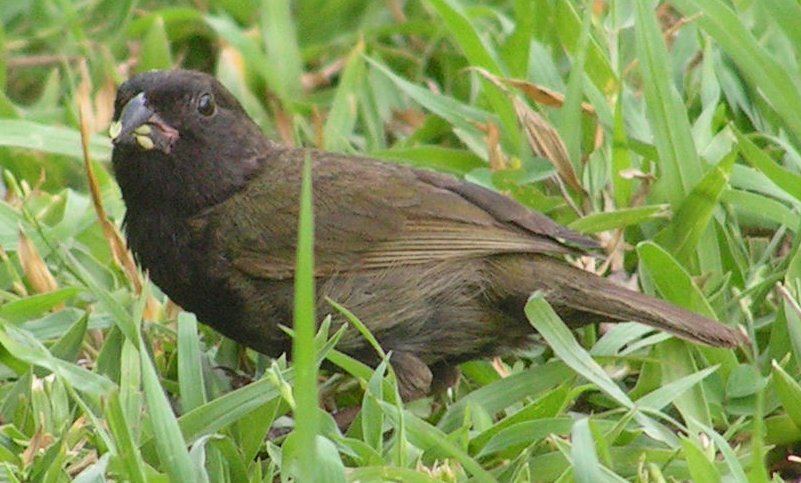
Tiaris bicolor (Tordillo común).

- Anas bahamensis Linnaeus 1758 (Pato malibú[25])
- Netta erythrophtalma (Wied, 1832) (Pato negro[26])
- Oxyura dominica (Linnaeus 1766) (Patico enmascarado[27])

- ORDEN FALCONIFORMES (Sharpe, 1874)
- FAMILIA CATHARTIDAE Lafresnaye, 1839
- Coragyps atratus (Bechtein, 1793) (Zamuro[28])
- Cathartes burrovianus Cassin, 1845 Oriopopo Cabeza amarilla menor[29])

- FAMILIA ACCIPITRIDAE Vigors, 1824
- Buteo albicaudatus Vieillot, 1816 (Gavilán Tejé[30])
- Parabuteo unicinctus (Temmick, 1824) (Gavilán andapié[31])

- FAMILIA FALCONIDAE Leach, 1820
- Falco sparverius Linnaeus, 1758 (Halcón primito[32])
- Caracara plancus (Miller, 1777) (Caricare encrestado[33])

- ORDEN GALLIFORMES (Temminck, 1820)
- FAMILIA CRACIDAE Rafinesque, 1815
- Ortalis ruficauda (Jardine, 1847) (Guacharaca del Norte[34])

- FAMILIA PHASIANIDAE Horsfield, 1821
- Colinus cristatus (Linnaeus, 1766) (Perdiz encrestada[35])

- ORDEN GRUIFORMES (Bonaparte, 1854)
- FAMILIA RALLIDAE Rafinesque, 1815
- Aramides axillaris Lawrence, 1863 (Cotara montañera[36])
- Micropygia schomburgkii (Schomburgk, 1848) (Cotarita de ocelos[37])

- ORDEN CICONIIFORMES Bonaparte, 1854
- FAMILIA CICONIIDAE Sundevall, 1836
- Jabiru mycteria (Lichtenstein, 1819) (Garzón soldado[38])
- FAMILIA THRESKIORNITHIDAE Poche, 1904
- Eudocimus ruber (Linnaeus, 1758) (Corocoro colorado[39])

- ORDEN CHARADRIIFORMES (Huxley, 1867)
- FAMILIA BURHINIDE Mathews, 1912
- Burhinus bistriatus (Wagler, 1829) (Dara[40])

- ORDEN COLUMBIFORMES (Latham, 1790)
- FAMILIA COLUMBIDAE Leach, 1820
- Columba corensis Jacquin, 1784 (Paloma ala blanca[41])
- Columba cayennensis Bonnaterre, 1792 (Paloma colorada[41])
- Zenaida auriculata (Des Murs, 1847) (Paloma sabanera[42])
- Columbina passerina (Linnaeus, 1758) (Tortolita grisácea[42])
- Leptotila verreauxi (Bonaparte, 1855) (Paloma turca[43])

- ORDEN PSITTACIFORMES (Wagler, 1830)
- FAMILIA PSITTACIDAE Rafinesque, 1815
- Aratinga pertinax (Linnaeus, 1758) (Perico cara sucia[44])

- ORDEN CUCULIFORMES (Wagler, 1830)
- FAMILIA CUCULIDAE Leach, 1820
- Coccyzus americanus (Linnaeus, 1758) (Cuclillo pico amarillo[45])
- Crotophaga sulcirostris Swainson, 1827 (Garrapatero curtidor[46])

- ORDEN STRIGIFORMES (Wagler, 1830)
- FAMILIA STRIGIDAE Leach, 1820
- Otus choliba (Vieillot, 1817) (Currucucu común[47])
- Bubo virginianus (Gmelin, 1788) (Titirijí / Lechuzón orejudo[48])

- ORDEN CAPRIMULGIFORMES (Ridgway, 1881)
- FAMILIA CAPRIMULGIDAE Vigors, 1825
- Chordeiles minor  (Foster, 1771) (Aguaitaminos migratorio[49])

- ORDEN APODIFORMES Peters, 1940
- FAMILIA TROCHILIDAE Vigors, 1825
- Chlorostilbon gibsoni (Fraser, 1840) (Esmeralda pico rojo[50])
- Chlorostilbon mellisugus (Linnaeus, 1758) (Esmeralda coliazul[50])
- Leucippus fallax (Boucier, 1843) (Colibrí anteado[51])

- ORDEN PICIFORMES (Meyer y Wolf, 1810)
- FAMILIA BUCCONIDAE Horfield, 1821
- Hypnelus ruficollis (Wagler, 1829) (Bobito[50])

- FAMILIA PICIDAE Leach, 1820
- Melanerpes rubricapillus (Cabanis, 1862) (Carpintero habado[52])

- ORDEN PASSERIFORMES (Linnaeus, 1758)
- FAMILIA EMBERIZIDAE Vigors, 1825
- Oryzoborus crassirostris (Gmelin, 1789) (Semillero picón[53])

- FAMILIA DENDROCOLAPTIDAE Gray, 1840
- Xiphorhynchus picus (Gmelin, 1788) (Trepador subesube[54])

- FAMILIA FURNARIIDAE Gray, 1840
- Synallaxis albencens Temminch, 1823 (Güitío gargantiblanco[55])
- Synallaxis candei (D'Orbigny y Lafresnaye 1838) (Güitío barbiblanco[56])

- FAMILIA FORMICARIIDAE Gray, 1840
- Sakesphorus canadensis (Linnaeus, 1766) (Hormiguero copetón[57])
- Thamnophilus doliatus (Linnaeus, 1764) (Pavita hormiguera común[58])
- Formicivora grisea (Boddaert, 1783) (Coitorita[59])

- FAMILIA TYRANNIDAE Vigors, 1825
- Tyrannus melancholicus Vieillot, 1819 (Pitirre chicharrero[60])
- Tyrannus dominicensis (Gmelin, 1788) (Pitirre gris[61])
- Myiarchus tyrannulus (Müller, 1776) (Atrpamosca garrochero colirufo[62])
- Elaenia flavogaster (Thunberg, 1822) (Bonito copeton vientre amarillo[63])
- Sublegatus modestus (Wied-Neuwied, 1831) (Atrapamoscas de matorral[64])
- Camptostoma obsoletum  (Temminch, 1824) (Atrapamosca lampiño[65])

- FAMILIA MIMIDAE Bonaparte 1853
- Mimus gilvus (Vieillot, 1808) (Paraulata llanera)[66]

- FAMILIA TURDIDAE Rafinesque, 1815
- Turdus leucomelas Vieillot, 1818 (Paraulata montañera[66])

- FAMILIA SYLVIIDAE Leach, 1820
- Polioptila plumbea (Gmelin, 1788) (Chirrito de chaparrales[66])

- FAMILIA VIREONIDAE Swainson, 1837
- Cyclarhis gujanensis (Gmelin, 1789) (Sirirí[67])
- Vireo olivaceus (Linnaeus, 1766) (Julian Chiví ojirrojo[68])

- FAMILIA ICTERIDAE Vigors, 1825
- Icterus icterus (Linnaeus, 1766) (Turpial común[69])
- Icterus nigrogularis (Hahn, 1819) (Gonzalito[69])

- FAMILIA PARULIDAE American Ornithology Union 1947
- Coereba flaveola (Linnaeus, 1758) (Reinita común[70])
- Dendroica striata (Foster, 1772) (Reinita rayada[71])
- Sciurus noveboracensis (Gmelin, 1789) (Reinita de charcos[72])
- Sciurus aurocapillus (Linnaeus, 1766) (Reinita hornera[73])
- Setophaga ruticilla (Linnaeus, 1758) (Candelita migratoria[74])

- FAMILIA THRAUPIDAE
- Euphonia sp.
- Thraupis glaucocolpa Cabanis, 1850 (Azulejao verdeviche[75])

- FAMILIA FRINGILLIDAE Leach 1820
- Saltator coerulescens Vieillot, 1818 (Lechosero ajicero[76])
- Saltator albicollis Vieillot, 1817 (Lechocero pechirrayado[76])
- Cardinalis phoeniceus Bonaparte 1838 (cardenal coriano)[77]
- Arremonops tocuyensis Todd 1912 (Curtío del Tocuyo[78])
- Tiaris bicolor (Linnaeus, 1766) (Tordillo común[79])
- Volatinia jacarina (Linnaeus, 1766) (Semillero chirrí[80])
- Coryphospingus pileatus (Wied, 1821) (Granero cabecita de fósforo[81])

## ClaseReptilia
- ORDEN SAURIA Macartney 1802
- FAMILIA GEKKONIDAE Gray, 1825

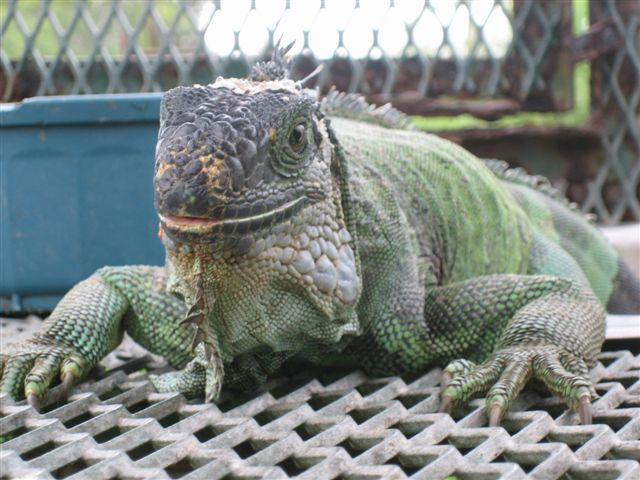
Iguana iguana (Iguana).

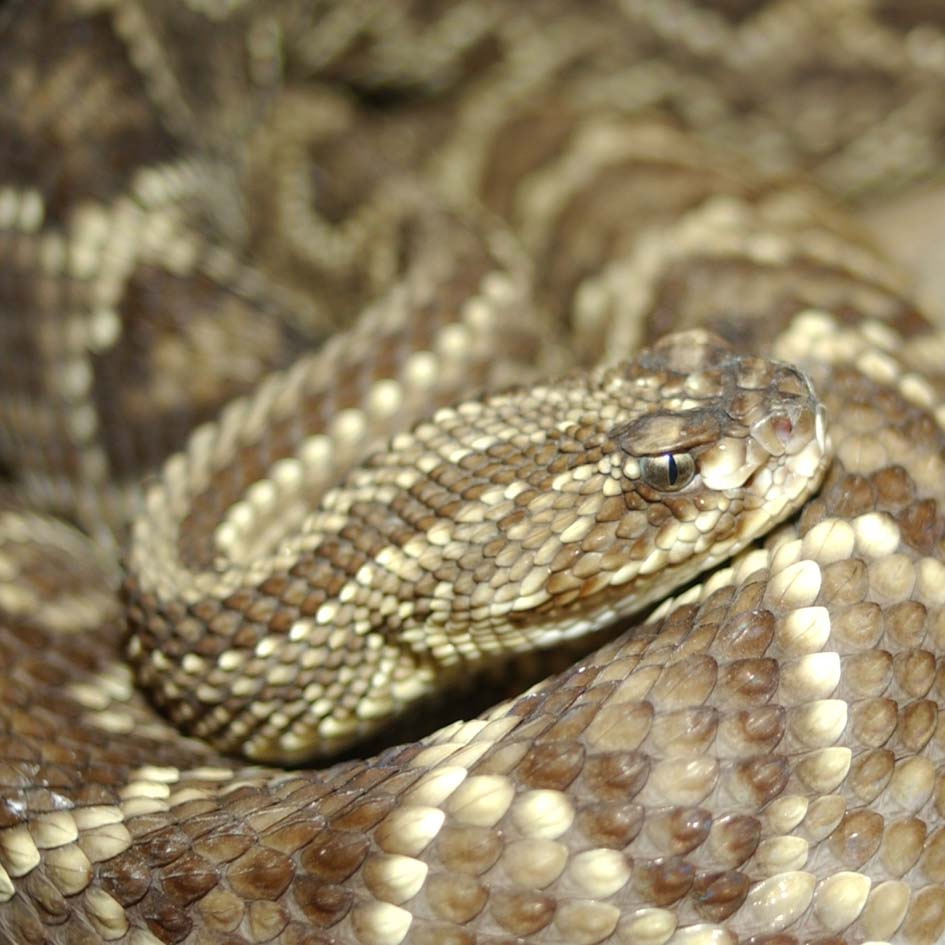
Crotalus durissus (Cascabel).

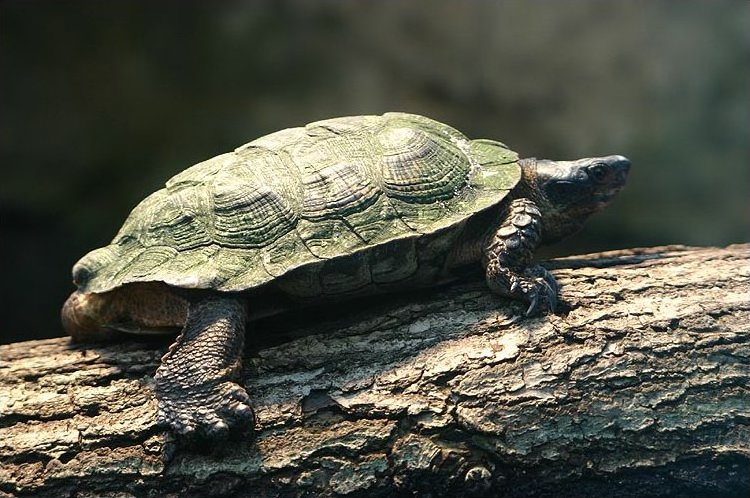
Kinosternon scorpioides (Tortuga).

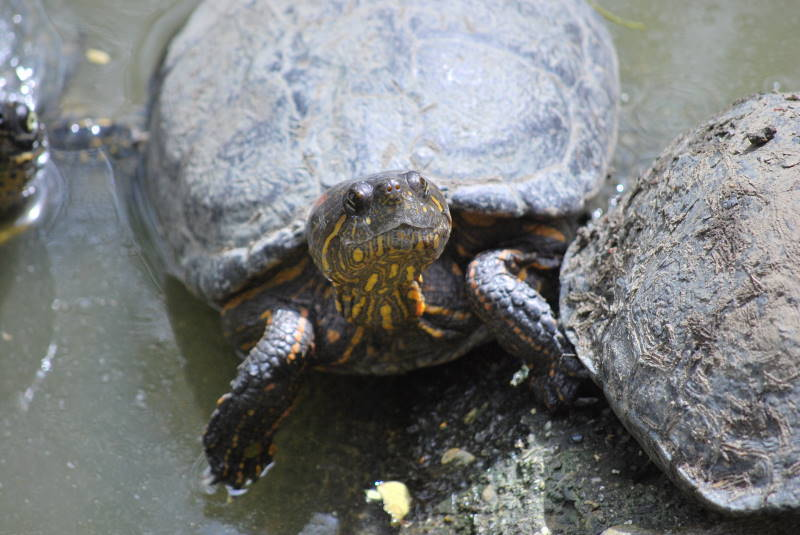
Trachemys callirostris (Jicotea).

- Gonatodes vittatus (Lichtentein, 1856) (Geco[82])
- Gonatodes sp. (Geco[83])
- Thecadactylus rapicaudus (Houttuyn, 1782) (Geco[20])

- FAMILIA IGUANIDAE Oppel 1811
- Iguana iguana Linnaeus 1758 (Iguana[20])
- Anolis onca (O'SHaughnessy, 1875)

- FAMILIA TEIIDAE Gray, 1827
- Ameiva ameiva (Linnaeus 1758) (Mato común o Cotejo,[84] Mato real[85])
- Ameiva bifrontata Cope, 1862
- Cnemidophorus lemniscatus Linnaeus 1758 (Lagarfija Azul o Verdín,[86] Guaricongo[85])

- FAMILIA SCINCIDAE Gray, 1825
- Mabuya mabouya (Lacépède 1788) (Limpiacasas,[87] Lisa y Perrito de agua[88])

- ORDEN SERPENTES Linnaeus 1758
- FAMILIA COLUBRIDAE Cope 1886
- Leptodeira bakeri (Linnaeus 1758) (Falsa Mapanare de Paraguaná[89])
- Mastigodryas pleei (Duméril, Bibron y Duméril 1854)
- Dimarchon sp.

- FAMILIA VIPERIDAE Gray, 1825
- Crotalus durissus Linnaeus 1758 (Cascabel[90])

- ORDEN TESTUDINES Batsch 1788
- FAMILIA KINOSTERNIDAE Baur 1893
- Kinosternon scorpioides (Linnaeus 1766)
- FAMILIA TESTUDINIDAE Gray, 1825
- Geochelone carbonaria (spix, 1824) (Morrocoy sabanero[91])
- FAMILIA EMYDIDAE Rafinesque, 1815
- Trachemys callirostris (Gray, 1856) (Jicotea de orejas naranjas)

## ClaseAmphibia
- ORDEN ANURA Rafinesque, 1815
- FAMILIA BUFONIDAE Gray, 1825

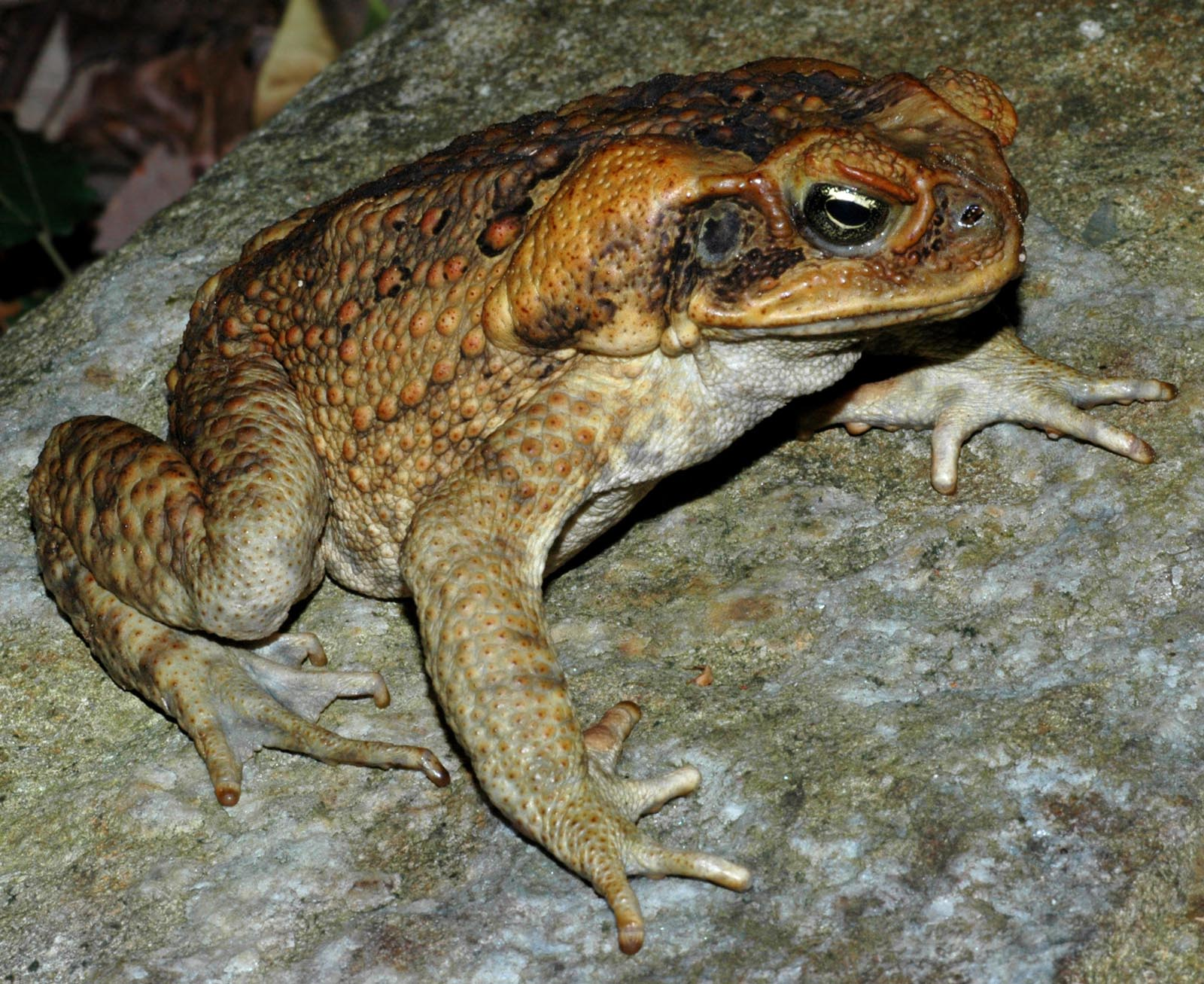
Bufo marinus (Sapo marino).

- Bufo marinus (Linnaeus, 1758) (Sapo marino[92])

- FAMILIA LEPTODACTYLIDAE Werner, 1896
- Leptodactylus fragilis (Brocchi, 1877)
- Leptodactylus poecilochilus (Cope, 1862)
- Pleurodema brachyops (Cope, 1869) (Sapito lipón[93])

## Especies en peligro de extinción
Mamíferos

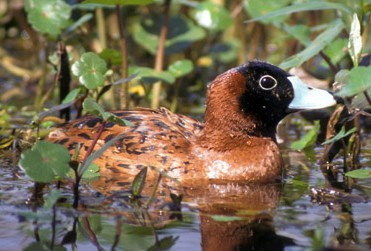
Oxyura dominica (Patico enmascarado).

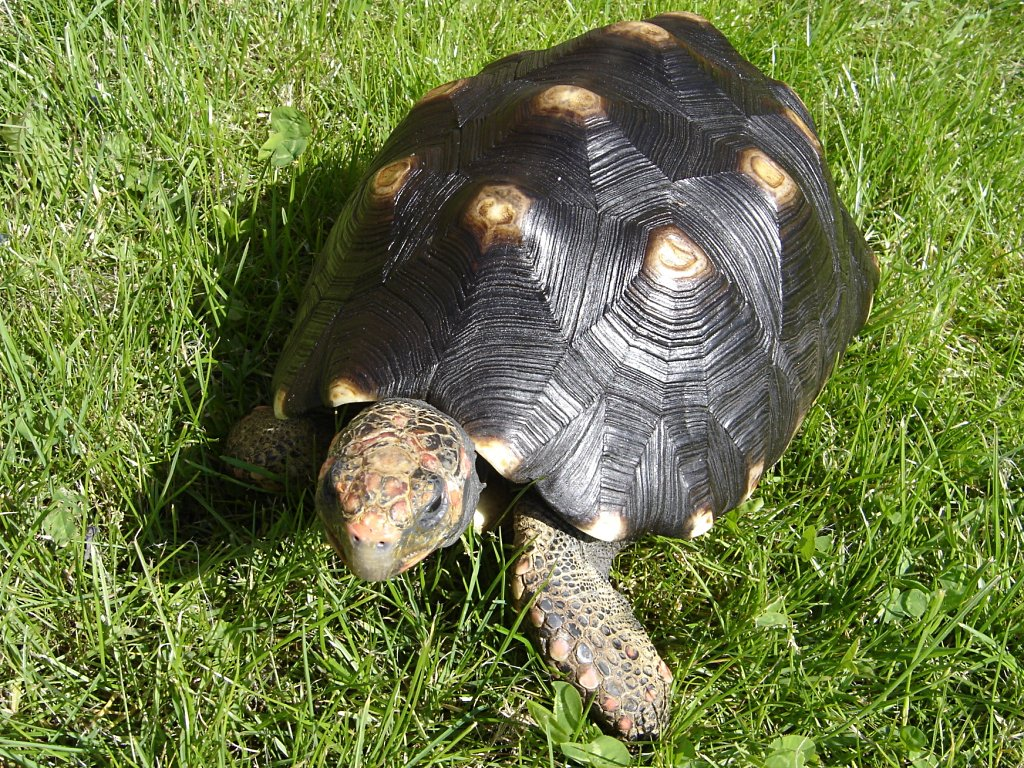
Geochelone carbonaria (Morrocoy sabanero).

- Marmosa xerophila (Insuficientemente conocido)
- Leopardus pardalis (Vulnerable)
- Puma concolor (Menor Riesgo preocupación menor)
- Odocoileus virginianus (Menor Riesgo preocupación menor)

Aves
- Anas bahamensis (Menor Riesgo preocupación menor)
- Netta erythrophtalma (Menor Riesgo preocupación menor)
- Oxyura dominica (Insuficientemente conocido)
- Jabiru mycteria (Menor Riesgo preocupación menor)
- Eudocimus ruber (Menor Riesgo preocupación menor)
- Micropygia schomburgkii (Menor Riesgo casi amenazado)
- Oryzoborus crassirostris (Menor Riesgo casi amenazado)

Reptiles
- Geochelone carbonaria (Menor Riesgo dependiente de conservación)